# Liga Sérvia de Basquetebol
A Liga Sérvia de Basquete (sérvio: Кошаркашка лига Србије, Košarkaška Une Srbije), abreviado para Meridianbet KLS, é a principal competição nacional de basquete de Sérvia, é a herdeira natural da antiga Liga Iugoslava de Basquete disputada até 2006, ano da divisão de Sérvia e Montenegro, a liga incluía equipes de Montenegro, mas com o início da temporada 2006-07 converteu-se numa liga exclusiva para equipas sérvias, com Montenegro formando sua própria competição a Liga Montenegrina de Basquetebol.

## Nomes da Competição
- 2006–2008: Swisslion Košarkaška Une Srbije
- 2008–2011: Košarkaška Une Srbije
- 2011–2013: Agroživ Košarkaška Une Srbije
- 2016–2019: Mozzart Košarkaška Liga Srbije
- 2021–2025: Admiral Bet Košarkaška Liga Srbije
- 2025–presente: Meridianbet Košarkaška Liga Srbije

## Sistema de competição
A liga é disputada em duas fases, seguida de um playoff de quatro equipes.

### Fase 1 da temporada
A primeira fase é formada por 14 equipes. Os três representantes sérvios na Liga Adriática estão dispensados desta fase. Jogam todos contra todos, e os cinco primeiros passam diretamente à denominada Super Liga, enquanto o resto competem entre si para evitar o rebaixamento. As equipes que terminam a temporada regular nas 13ª e 14ª posições são rebaixadas para a Liga da Sérvia de Basquetebol B na próxima temporada.

### Fase 2 da temporada
Esta fase, também conhecida como Fase Sinalco Superliga, inclui as cinco melhores equipes da fase 1 e as três equipes da Liga Adriática. Antes da extinção da Liga de Sérvia e Montenegro, a segunda fase envolvia 12 equipes, com 8 deles classificados da primeira fase e os outros quatro da Liga Adriática. Os quatro primeiros desta fase classificam-se para Liga Adriática.

### Playoffs
As quatro equipes melhor classificadas da fase 2 se credenciam para a disputa dos playoffs, com uma série ao melhor de 3 partidas nas semifinais, e melhor de 5 nas séries finais.

## Equipes 2024-25
| Clube                     | Localização         | Arena                                               | Capacidade |
| ------------------------- | ------------------- | --------------------------------------------------- | ---------- |
| BKK Radnički              | Belgrado            | Pavilhão Desportivo David Kalinić                   | 1.000      |
| Borac                     | Čačak               | Pavilhão Borac junto ao Morava                      | 4.000      |
| Čačak 94                  | Čačak               | Centro Desportivo Mladost                           | 1.000      |
| Crvena zvezda Meridianbet | Belgrado            | Aleksandar Nikolić Hall                             | 8.000      |
| Dynamic                   | Belgrado            | Centro Desportivo Dynamic                           | 500        |
| FMP                       | Železnik            | Železnik Hall                                       | 3.700      |
| Novi Pazar                | Novi Pazar          | Academia Desportiva Doguş                           | 800        |
| Joker                     | Sombor              | Pavilhão Municipal Moštonga                         | 1.400      |
| Mega Bemax                | Belgrado            | Pavilhão Desportivo Ranko Žeravica                  | 3.500      |
| Metalac                   | Valjevo             | Pavilhão Desportivo Valjevo                         | 2.500      |
| Mladost Zemun             | Zemun               | Centro Desportivo Master                            | 1.350      |
| Mladost SP                | Smederevska Palanka | Pavilhão Desportivo da Escola Primária Vuk Karadžić | 500        |
| OKK Beograd               | Belgrado            | Centro de Treinamento Dejan Milojević               | 700        |
| Partizan NIS              | Belgrado            | Belgrade Arena                                      | 18.000     |
| Radnički                  | Kragujevac          | Jezero Hall                                         | 3.750      |
| Sloboda                   | Užice               | Pavilhão Veliki Park                                | 2.200      |
| Sloga                     | Kraljevo            | Kraljevo Sports Hall                                | 3.350      |
| Spartak                   | Subotica            | Pavilhão Desportivo Dudova Šuma                     | 3.000      |
| Tamiš                     | Pančevo             | Pavilhão Desportivo Strelište                       | 1.100      |
| Vojvodina                 | Novi Sad            | SPC Vojvodina                                       | 7.022      |
| Vršac Meridianbet         | Vršac               | Millennium Center                                   | 4.400      |
| Zlatibor                  | Čajetina            | Pavilhão Desportivo Čajetina                        | 1.000      |

|  | Equipes disputando a Primeira divisão da Liga Adriática |
|  | Equipes disputando a Segunda divisão da Liga Adriática  |

## Prêmios
- Para a lista de campeões de liga anterior a 2007 veja-se Liga Iugoslava de Basquete.

### Playoff pelo título
| Temporada | Campeão                                                | Série                                                  | Finalista                                              | MVP Playoffs                                           | Treinador Campeão                                      |
| 2006-07   | KK Partizan Belgrado                                   | 3 - 1                                                  | Crvena Zvezda                                          | Milan Gurović                                          | Duško Vujošević                                        |
| 2007-08   | KK Partizan Belgrado                                   | 3 - 1                                                  | KK Hemofarm Vršac                                      | Nikola Peković                                         | Duško Vujošević                                        |
| 2008-09   | KK Partizan Belgrado                                   | 3 - 2                                                  | Crvena Zvezda                                          | Novica Veličković                                      | Duško Vujošević                                        |
| 2009-10   | KK Partizan Belgrado                                   | 3 - 0                                                  | KK Hemofarm Vršac                                      | Bo McCalebb                                            | Duško Vujošević                                        |
| 2010-11   | KK Partizan Belgrado                                   | 3 - 0                                                  | KK Hemofarm Vršac                                      | Curtis Jerrells                                        | Vlada Jovanović                                        |
| 2011-12   | KK Partizan Belgrado                                   | 3 - 1                                                  | Crvena Zvezda                                          | Omar Thomas                                            | Vlada Jovanović                                        |
| 2012-13   | KK Partizan Belgrado                                   | 3 - 1                                                  | Crvena Zvezda                                          | Dragan Milosavljević                                   | Duško Vujošević                                        |
| 2013-14   | KK Partizan Belgrado                                   | 3 - 1                                                  | Crvena Zvezda                                          | Bogdan Bogdanović                                      | Duško Vujošević                                        |
| 2014-15   | Crvena Zvezda                                          | 3 - 0                                                  | KK Partizan Belgrado                                   | Milan Mačvão                                           | Deixam Radonjić                                        |
| 2015-16   | Crvena Zvezda                                          | 3 - 1                                                  | KK Partizan Belgrado                                   | Maik Zirbes                                            | Dejan Radonjić                                         |
| 2016-17   | Crvena Zvezda mts                                      | 3-0                                                    | KK FMP                                                 | Ognjen Dobrić                                          | Dejan Radonjić                                         |
| 2017-18   | Crvena Zvezda mts                                      | 3-0                                                    | KK FMP                                                 | Alen Omić                                              | Milenko Topić                                          |
| 2018-19   | Crvena Zvezda mts                                      | 3-1                                                    | Partizan NIS                                           | Billy Brown                                            | Milan Tomić                                            |
| 2019-20   | Temporada cancelada por motivo da Pandemia de COVID-19 | Temporada cancelada por motivo da Pandemia de COVID-19 | Temporada cancelada por motivo da Pandemia de COVID-19 | Temporada cancelada por motivo da Pandemia de COVID-19 | Temporada cancelada por motivo da Pandemia de COVID-19 |
| 2020-21   | Crvena Zvezda mts                                      | 2-1                                                    | Mega Soccerbet                                         | Ognjen Dobrić                                          | Dejan Radonjić                                         |
| 2021-22   | Crvena Zvezda mts                                      | 2-0                                                    | FMP Meridian                                           | Nikola Ivanović                                        | Dejan Radonjić                                         |
| 2022-23   | Crvena Zvezda Meridianbet                              | 2-0                                                    | FMP Soccerbet                                          | Luka Mitrović                                          | Duško Ivanović                                         |
| 2023-24   | Crvena Zvezda mts                                      | 2-0                                                    | Partizan Mozzart Bet                                   | Dejan Davidovac                                        | Ioannis Sfairopoulos                                   |
| 2024-25   | Partizan Mozzart Bet                                   | 2-0                                                    | Spartak Office Shoes                                   | Duane Washington Jr.                                   | Željko Obradović                                       |

## Títulos por clube
| Clube             | Títulos | Anos campeão                                         | Finalista | Anos finalista                |
| ----------------- | ------- | ---------------------------------------------------- | --------- | ----------------------------- |
| Partizan Belgrado | 9       | 2007, 2008, 2009, 2010, 2011, 2012, 2013, 2014, 2025 | 1         | 2015, 2016, 2024              |
| Crvena Zvezda     | 9       | 2015, 2016, 2017, 2018, 2019, 2021, 2022, 2023, 2024 | 5         | 2007, 2009, 2012, 2013, 2014, |
| KK Vršac          | -       | -----                                                | 3         | 2008, 2010, 2011              |

### Total campeonatos por clube
- desde 1946 a 2015, inclui Liga Iugoslava de Basquete

| Equipa                | Títulos | Anos campeão |
| --------------------- | ------- | --- |
| Estrela Vermelha      | 24      | 1946, 1947, 1948, 1949, 1950, 1951, 1952, 1953, 1954, 1955, 1969, 1972, 1993, 1994, 1998, 2015, 2016, 2017, 2018, 2019,2021, 2022, 2023, 2024 |
| Partizan              | 21      | 1976, 1979, 1981, 1987, 1992, 1995, 1996, 1997, 2002, 2003, 2004, 2005, 2006, 2007, 2008, 2009, 2010, 2011, 2012, 2013, 2014, 2025            |
| OKK Belgrado          | 4       | 1958, 1960, 1963, 1964 |
| KK Proleter Zrenjanin | 1       | 1956 |
| BKK Radnički          | 1       | 1973 |
| Yugoslav Army         | 1       | 1945 |

## Classificação histórica

### Super Liga
- 2006–2007-atualidade

| 1 | Partizan            | Belgrado | 7 | 90 | 78 | 12 | 168 | 6 | – | 2006–2007 | 2006-2007 |
| 2 | Estrela Vermelha    | Belgrado | 7 | 90 | 57 | 33 | 147 | 1 | 1 | 2006-2007 | 2006-2007 |
| 3 | KK Hemofarm         | Vršac    | 6 | 76 | 52 | 24 | 128 | 1 | 3 | 2006-2007 | 2011-2012 |
| 4 | FMP Železnik        | Belgrado | 5 | 62 | 39 | 23 | 101 | – | 3 | 2006-2007 | 2010-2011 |
| 5 | Vojvodina Srbijagas | Novi Sad | 5 | 62 | 38 | 24 | 100 | – | – | 2006-2007 | 2012-2013 |

## Líderes Estatísticos

### Pontos
| Temporada | Jogador              | Equipe          | PPG  |
| --------- | -------------------- | --------------- | ---- |
| 2006–07   | Miloš Bojović        | Sloga Kraljevo  | 21.9 |
| 2007–08   | Zoran Erceg          | FMP Železnik    | 18.1 |
| 2008–09   | Zlatko Bolić         | Radnički Invest | 22.8 |
| 2009–10   | Miroslav Raduljica   | FMP Železnik    | 21.1 |
| 2010–11   | Branko Milisavljević | Mega Vizura     | 20.5 |
| 2011–12   | Miloš Bojović        | Železničar      | 23.5 |
| 2012–13   | Marko Popović        | Sloga Kraljevo  | 18.6 |

### Rebotes
| Temporada | Jogador            | Equipa              | RPG  |
| --------- | ------------------ | ------------------- | ---- |
| 2006–07   | Kebu Stewart       | Estrela Vermelha BC | 6.2  |
| 2007–08   | Nikola Ilić        | Borac Čačak         | 4.8  |
| 2008–09   | Uroš Mirković      | Mašinac             | 8.5  |
| 2009–10   | Miroslav Raduljica | FMP Železnik        | 8.6  |
| 2010–11   | Sava Lhešić        | Estrela Vermelha BC | 10.9 |
| 2011–12   | Darko Baliam       | Smederevo 1953      | 8.8  |
| 2012–13   | Boban Marjanović   | Mega Vizura         | 11.7 |

### Assistências
| Temporada | Jogador         | Equipe              | APG |
| --------- | --------------- | ------------------- | --- |
| 2006–07   | Miloš Teodosić  | FMP Železnik        | 5.4 |
| 2007–08   | Omar Cook       | Crvena zvezda       | 7.3 |
| 2008–09   | Bojan Jovičić   | Tamiš               | 6.3 |
| 2009–10   | Vid Žarković    | Proleter            | 7.2 |
| 2010–11   | Marko Ljubičić  | Metalac             | 6.4 |
| 2011–12   | Miljan Pavković | Radnički Kragujevac | 6.9 |
| 2012–13   | Marko Popović   | Sloga Kraljevo      | 8.1 |

## Prêmios

### MVP da Primeira Liga
| Temporada | MVP                   | Equipa         |
| --------- | --------------------- | -------------- |
| 2006–07   | Miloš Bojović         | Sloga Kraljevo |
| 2007–08   | Nikola Ilić           | Borac Čačak    |
| 2008–09   | Uroš Mirković         | Mašinac        |
| 2009–10   | Aleksandar Mladenović | Ergonom        |
| 2010–11   | Nenad Šulović         | Napredak Rubin |
| 2011–12   | Darko Baliam          | Smederevo 1953 |
| 2012–13   | Boban Marjanović      | Mega Vizura    |

### MVP Super Liga
| Temporada | MVP                | Equipe         |
| --------- | ------------------ | -------------- |
| 2006–07   | Miloš Bojović      | Sloga Kraljevo |
| 2007–08   | Nikola Ilić        | Borac Čačak    |
| 2008–09   | Novica Veličković  | Partizan       |
| 2009–10   | Miroslav Raduljica | FMP Železnik   |
| 2010–11   | Marko Ljubičić     | Metalac        |
| 2011–12   | Miloš Dimić        | Radnički FMP   |
| 2012–13   | Boban Marjanović   | Mega Vizura    |

### MVP dos Playoffs
| Temporada | MVP                  | Equipa              |
| --------- | -------------------- | ------------------- |
| 2006–07   | Milan Gurović        | Estrela Vermelha BC |
| 2007–08   | Nikola Peković       | Partizan            |
| 2008–09   | Novica Veličković    | Partizan            |
| 2009–10   | Bo McCalebb          | Partizan            |
| 2010–11   | Curtis Jerrells      | Partizan            |
| 2011–12   | Omar Thomas          | Estrela Vermelha BC |
| 2012–13   | Dragan Milosavljević | Partizan            |

## Ligações Externas
- Página da Liga Sérvia em sérvio
- Página de Liga Sérvia em Eurobasket.com
- Este artigo foi inicialmente traduzido, total ou parcialmente, do artigo da Wikipédia em castelhano cujo título é «Liga Serbia de Baloncesto».